# 光化学合成
光化学合成又稱有机光化学、光化學反應，是指在光的作用下进行的化學反應。有机分子吸收紫外光時常常会出現化學反应。人們通過有机光化学合成复杂的有机产品。

### 光源
用于光化学合成的光源主要是汞灯光源。它可以提供200~750nm〔紫外光到可见光〕范围内的辐射光。

### 用途
目前主要用于有机化学中合成金属配合物方面。

## 反应类型
根据反应的类型，光化学合成可以分为以下若干类:

### 光取代反应
光水合反应：
{\displaystyle {\rm {\ [Cr(NH_{3})_{5}Cl]^{2+}+H_{2}O\rightarrow [Cr(NH_{3})_{4}(H_{2}O)Cl]^{2+}+NH_{3}}}}

### 光异构化反应

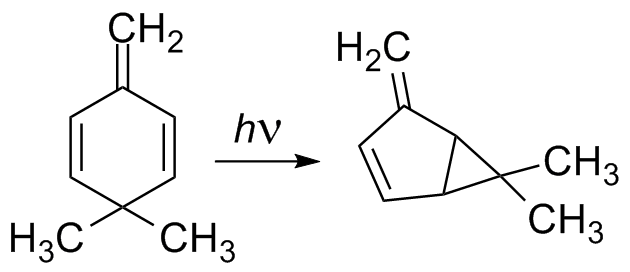
典型的光异构化反应

有机金属配合物有的可以发生光异构化反应：

### 光敏金属—金属键的断裂反应
参与此类反应的配合物一般都是双核或多核的。键的断裂可以发生于同一种金属键之上，亦可以发生于不同种类的金属之间的键上。
{\displaystyle {\rm {\ Ru_{3}(CO)_{9}(PPh_{3})+3X\rightarrow 3Ru(CO)_{3}PPh_{3}X}}}   (方程式中，X=CO，PPh3)

### 光致电子转移反应和氧化还原反应

#### 电子转移类型
电子转移反应中所涉及到的电子的激发态种类多样，其中包括：
- 电子转移激发态
- 以金属为中心的
- 配位场激发态
- 从配体到金属电荷转移
- 配位体内部[3]

#### 电子转移方向
- 从金属到配体的转移
- 从配体到金属的转移
- 电荷到溶剂的转移
- 在多核配合物之中，有金属-金属之间的转移[3]

此类反应可以用于制备低价的金属配合物，利用光照分解水制备氢气和氧气也属于光氧化还原反应。

### 光敏化反应
此反应应在敏化剂的作用之下进行。敏化剂主要用来传递能量或者生成自由基从而参与反应，之后与反应物发生作用再被还原成为敏化剂。比较常见的光敏化反应有汞敏化反应。

## 发展前景
维生素D3光化学合成技术已经发展成产业化，前景广阔。